# Markus Schleicher
Markus Schleicher (Fulda, 6 augustus 1967) is een Duits voormalig professioneel wielrenner. Hij reed onder meer voor Team Deutsche Telekom. Na zijn professionele wielercarrière werd Schleicher ploegleider bij onder andere Team Wiesenhof.

## Belangrijkste overwinningen
1985
- Duits kampioen op de weg, Junioren

1990
- Sprintklassement Ronde van de Oise
- 4e etappe Ronde van Ierland

## Resultaten in voornaamste wedstrijden
| Jaar | Gent-Wevelgem | Parijs-Roubaix |
| ---- | ------------- | -------------- |
| 1990 |               | 64e            |
| 1991 | 170e          |                |